# Tour de Turquie 2018
La 54e édition du Tour de Turquie (nom officiel : Presidential Cycling Tour of Turkey) a lieu du 9 au 14 octobre 2018, en Turquie entre les villes de Konya et Istanbul, sur un parcours de 950 kilomètres. La course fait partie du calendrier UCI World Tour en catégorie 2.UWT.

## Équipes
Vingt équipes participent à la course, neuf équipes World tour, dix équipes continentales professionnelles et une sélection nationale turque.
| WorldTeams (9)- Astana - Bahrain-Merida - BMC Racing Team - Bora-Hansgrohe - Quick-Step Floors - Katusha-Alpecin - Team Sunweb - Trek-Segafredo - UAE Team Emirates Équipes continentales professionnelles (10)- Burgos-BH - Caja Rural-Seguros RGA - CCC Sprandi Polkowice - Delko-Marseille Provence-KTM - Euskadi Basque Country-Murias - Gazprom-RusVelo - Manzana Postobón - Sport Vlaanderen-Baloise - WB-Aqua Protect-Veranclassic - Wilier Triestina-Selle Italia Équipe nationale- Turquie |
| |

## Étapes
Ce Tour de Turquie est constitué de six étapes réparties en deux étapes plates, deux étapes de moyenne montagne et deux étapes en haute montagne, représentant un parcours de 950 kilomètres.
| Étape     | Date    | Villes étapes      | type                      | Distance (km) | Vainqueur d'étape   | Leader du classement général |
| --------- | ------- | ------------------ | ------------------------- | ------------- | ------------------- | ---------------------------- |
| 1re étape | 9 oct.  | Konya – Konya      | étape de moyenne montagne | 149,7         | Maximiliano Richeze | Maximiliano Richeze          |
| 2e étape  | 10 oct. | Alanya – Antalya   | étape de plaine           | 154,1         | Sam Bennett         | Sam Bennett                  |
| 3e étape  | 11 oct. | Fethiye – Marmaris | étape de montagne         | 137           | Sam Bennett         | Sam Bennett                  |
| 4e étape  | 12 oct. | Marmaris – Selçuk  | étape de montagne         | 206,7         | Alexey Lutsenko     | Alexey Lutsenko              |
| 5e étape  | 13 oct. | Selçuk – Manisa    | étape de moyenne montagne | 136,5         | Álvaro Hodeg        | Alexey Lutsenko              |
| 6e étape  | 14 oct. | Bursa – Istanbul   | étape de plaine           | 166           | Sam Bennett         | Eduard Prades                |

## Déroulement de la course

### 1reétape
| \| Classement de l'étape \| Classement de l'étape \| Classement de l'étape \| Classement de l'étape \| Classement de l'étape \| \| Coureur \| Coureur \| Pays \| Équipe \| Temps \| \| --------------------- \| --------------------- \| --------------------- \| ----------------------------- \| --------------------- \| \| 1er \| Maximiliano Richeze \| Argentine \| Quick-Step Floors \| 3 h 29 min 14 s \| \| 2e \| Sam Bennett \| Irlande \| Bora-Hansgrohe \| + 0 s \| \| 3e \| Jempy Drucker \| Luxembourg \| BMC Racing Team \| + 0 s \| \| 4e \| Álvaro Hodeg \| Colombie \| Quick-Step Floors \| + 0 s \| \| 5e \| Brenton Jones \| Australie \| Delko-Marseille Provence-KTM \| + 0 s \| \| 6e \| Simone Consonni \| Italie \| UAE Team Emirates \| + 0 s \| \| 7e \| Enrique Sanz \| Espagne \| Euskadi-Murias \| + 0 s \| \| 8e \| Christophe Noppe \| Belgique \| Sport Vlaanderen-Baloise \| + 0 s \| \| 9e \| Edward Theuns \| Belgique \| Team Sunweb \| + 0 s \| \| 10e \| Luca Pacioni \| Italie \| Wilier Triestina-Selle Italia \| + 0 s \| |                     |            |                               |                 |
| |                     |            |                               |                 |
| |                     |            |                               |                 |
| Classement de l'étape |                     |            |                               |                 |
| Coureur | Coureur             | Pays       | Équipe                        | Temps           |
| 1er | Maximiliano Richeze | Argentine  | Quick-Step Floors             | 3 h 29 min 14 s |
| 2e | Sam Bennett         | Irlande    | Bora-Hansgrohe                | + 0 s           |
| 3e | Jempy Drucker       | Luxembourg | BMC Racing Team               | + 0 s           |
| 4e | Álvaro Hodeg        | Colombie   | Quick-Step Floors             | + 0 s           |
| 5e | Brenton Jones       | Australie  | Delko-Marseille Provence-KTM  | + 0 s           |
| 6e | Simone Consonni     | Italie     | UAE Team Emirates             | + 0 s           |
| 7e | Enrique Sanz        | Espagne    | Euskadi-Murias                | + 0 s           |
| 8e | Christophe Noppe    | Belgique   | Sport Vlaanderen-Baloise      | + 0 s           |
| 9e | Edward Theuns       | Belgique   | Team Sunweb                   | + 0 s           |
| 10e | Luca Pacioni        | Italie     | Wilier Triestina-Selle Italia | + 0 s           |

| \| Classement général \| Classement général \| Classement général \| Classement général \| Classement général \| \| Coureur \| Coureur \| Pays \| Équipe \| Temps \| \| ------------------ \| ------------------- \| ------------------ \| ---------------------------- \| ------------------ \| \| 1er \| Maximiliano Richeze \| Argentine \| Quick-Step Floors \| 3 h 29 min 04 s \| \| 2e \| Sam Bennett \| Irlande \| Bora-Hansgrohe \| + 4 s \| \| 3e \| Jempy Drucker \| Luxembourg \| BMC Racing Team \| + 6 s \| \| 4e \| Kenneth Van Rooy \| Belgique \| Sport Vlaanderen-Baloise \| + 7 s \| \| 5e \| Beñat Txoperena \| Espagne \| Euskadi-Murias \| + 9 s \| \| 6e \| Brenton Jones \| Australie \| Delko-Marseille Provence-KTM \| + 10 s \| \| 7e \| Simone Consonni \| Italie \| UAE Team Emirates \| + 10 s \| \| 8e \| Enrique Sanz \| Espagne \| Euskadi-Murias \| + 10 s \| \| 9e \| Christophe Noppe \| Belgique \| Sport Vlaanderen-Baloise \| + 10 s \| \| 10e \| Edward Theuns \| Belgique \| Team Sunweb \| + 10 s \| |                     |            |                              |                 |
| |                     |            |                              |                 |
| |                     |            |                              |                 |
| Classement général |                     |            |                              |                 |
| Coureur | Coureur             | Pays       | Équipe                       | Temps           |
| 1er | Maximiliano Richeze | Argentine  | Quick-Step Floors            | 3 h 29 min 04 s |
| 2e | Sam Bennett         | Irlande    | Bora-Hansgrohe               | + 4 s           |
| 3e | Jempy Drucker       | Luxembourg | BMC Racing Team              | + 6 s           |
| 4e | Kenneth Van Rooy    | Belgique   | Sport Vlaanderen-Baloise     | + 7 s           |
| 5e | Beñat Txoperena     | Espagne    | Euskadi-Murias               | + 9 s           |
| 6e | Brenton Jones       | Australie  | Delko-Marseille Provence-KTM | + 10 s          |
| 7e | Simone Consonni     | Italie     | UAE Team Emirates            | + 10 s          |
| 8e | Enrique Sanz        | Espagne    | Euskadi-Murias               | + 10 s          |
| 9e | Christophe Noppe    | Belgique   | Sport Vlaanderen-Baloise     | + 10 s          |
| 10e | Edward Theuns       | Belgique   | Team Sunweb                  | + 10 s          |

### 2eétape
| \| Classement de l'étape \| Classement de l'étape \| Classement de l'étape \| Classement de l'étape \| Classement de l'étape \| \| Coureur \| Coureur \| Pays \| Équipe \| Temps \| \| --------------------- \| --------------------- \| --------------------- \| ----------------------------- \| --------------------- \| \| 1er \| Sam Bennett \| Irlande \| Bora-Hansgrohe \| 3 h 24 min 37 s \| \| 2e \| Álvaro Hodeg \| Colombie \| Quick-Step Floors \| + 0 s \| \| 3e \| Simone Consonni \| Italie \| UAE Team Emirates \| + 0 s \| \| 4e \| Jempy Drucker \| Luxembourg \| BMC Racing Team \| + 0 s \| \| 5e \| Iván García Cortina \| Espagne \| Bahrain-Merida \| + 0 s \| \| 6e \| Edward Theuns \| Belgique \| Team Sunweb \| + 0 s \| \| 7e \| John Degenkolb \| Allemagne \| Trek-Segafredo \| + 0 s \| \| 8e \| Enrique Sanz \| Espagne \| Euskadi-Murias \| + 0 s \| \| 9e \| Luca Pacioni \| Italie \| Wilier Triestina-Selle Italia \| + 0 s \| \| 10e \| Alexander Porsev \| Russie \| Gazprom-RusVelo \| + 0 s \| |                     |            |                               |                 |
| |                     |            |                               |                 |
| |                     |            |                               |                 |
| Classement de l'étape |                     |            |                               |                 |
| Coureur | Coureur             | Pays       | Équipe                        | Temps           |
| 1er | Sam Bennett         | Irlande    | Bora-Hansgrohe                | 3 h 24 min 37 s |
| 2e | Álvaro Hodeg        | Colombie   | Quick-Step Floors             | + 0 s           |
| 3e | Simone Consonni     | Italie     | UAE Team Emirates             | + 0 s           |
| 4e | Jempy Drucker       | Luxembourg | BMC Racing Team               | + 0 s           |
| 5e | Iván García Cortina | Espagne    | Bahrain-Merida                | + 0 s           |
| 6e | Edward Theuns       | Belgique   | Team Sunweb                   | + 0 s           |
| 7e | John Degenkolb      | Allemagne  | Trek-Segafredo                | + 0 s           |
| 8e | Enrique Sanz        | Espagne    | Euskadi-Murias                | + 0 s           |
| 9e | Luca Pacioni        | Italie     | Wilier Triestina-Selle Italia | + 0 s           |
| 10e | Alexander Porsev    | Russie     | Gazprom-RusVelo               | + 0 s           |

| \| Classement général \| Classement général \| Classement général \| Classement général \| Classement général \| \| Coureur \| Coureur \| Pays \| Équipe \| Temps \| \| ------------------ \| ------------------- \| ------------------ \| ------------------------ \| ------------------ \| \| 1er \| Sam Bennett \| Irlande \| Bora-Hansgrohe \| 6 h 53 min 35 s \| \| 2e \| Maximiliano Richeze \| Argentine \| Quick-Step Floors \| + 6 s \| \| 3e \| Jempy Drucker \| Luxembourg \| BMC Racing Team \| + 12 s \| \| 4e \| Simone Consonni \| Italie \| UAE Team Emirates \| + 12 s \| \| 5e \| Kenneth Van Rooy \| Belgique \| Sport Vlaanderen-Baloise \| + 13 s \| \| 6e \| Thomas Sprengers \| Belgique \| Sport Vlaanderen-Baloise \| + 13 s \| \| 7e \| Josu Zabala \| Espagne \| Caja Rural-Seguros RGA \| + 14 s \| \| 8e \| Beñat Txoperena \| Espagne \| Euskadi-Murias \| + 15 s \| \| 9e \| Fernando Orjuela \| Colombie \| Manzana Postobón \| + 15 s \| \| 10e \| Edward Theuns \| Belgique \| Team Sunweb \| + 16 s \| |                     |            |                          |                 |
| |                     |            |                          |                 |
| |                     |            |                          |                 |
| Classement général |                     |            |                          |                 |
| Coureur | Coureur             | Pays       | Équipe                   | Temps           |
| 1er | Sam Bennett         | Irlande    | Bora-Hansgrohe           | 6 h 53 min 35 s |
| 2e | Maximiliano Richeze | Argentine  | Quick-Step Floors        | + 6 s           |
| 3e | Jempy Drucker       | Luxembourg | BMC Racing Team          | + 12 s          |
| 4e | Simone Consonni     | Italie     | UAE Team Emirates        | + 12 s          |
| 5e | Kenneth Van Rooy    | Belgique   | Sport Vlaanderen-Baloise | + 13 s          |
| 6e | Thomas Sprengers    | Belgique   | Sport Vlaanderen-Baloise | + 13 s          |
| 7e | Josu Zabala         | Espagne    | Caja Rural-Seguros RGA   | + 14 s          |
| 8e | Beñat Txoperena     | Espagne    | Euskadi-Murias           | + 15 s          |
| 9e | Fernando Orjuela    | Colombie   | Manzana Postobón         | + 15 s          |
| 10e | Edward Theuns       | Belgique   | Team Sunweb              | + 16 s          |

### 3eétape
| \| Classement de l'étape \| Classement de l'étape \| Classement de l'étape \| Classement de l'étape \| Classement de l'étape \| \| Coureur \| Coureur \| Pays \| Équipe \| Temps \| \| --------------------- \| ------------------------ \| --------------------- \| ---------------------------- \| --------------------- \| \| 1er \| Sam Bennett \| Irlande \| Bora-Hansgrohe \| 3 h 16 min 27 s \| \| 2e \| Maximiliano Richeze \| Argentine \| Quick-Step Floors \| + 0 s \| \| 3e \| John Degenkolb \| Allemagne \| Trek-Segafredo \| + 0 s \| \| 4e \| Patrick Bevin \| Nouvelle-Zélande \| BMC Racing Team \| + 0 s \| \| 5e \| Ahmet Örken \| Turquie \| Turquie \| + 0 s \| \| 6e \| Iván García Cortina \| Espagne \| Bahrain-Merida \| + 26 s \| \| 7e \| Alexey Lutsenko \| Kazakhstan \| Astana \| + 26 s \| \| 8e \| Nathan Haas \| Australie \| Katusha-Alpecin \| + 26 s \| \| 9e \| Przemysław Kasperkiewicz \| Pologne \| Delko-Marseille Provence-KTM \| + 26 s \| \| 10e \| Mikel Aristi \| Espagne \| Euskadi-Murias \| + 26 s \| |                          |                  |                              |                 |
| |                          |                  |                              |                 |
| |                          |                  |                              |                 |
| Classement de l'étape |                          |                  |                              |                 |
| Coureur | Coureur                  | Pays             | Équipe                       | Temps           |
| 1er | Sam Bennett              | Irlande          | Bora-Hansgrohe               | 3 h 16 min 27 s |
| 2e | Maximiliano Richeze      | Argentine        | Quick-Step Floors            | + 0 s           |
| 3e | John Degenkolb           | Allemagne        | Trek-Segafredo               | + 0 s           |
| 4e | Patrick Bevin            | Nouvelle-Zélande | BMC Racing Team              | + 0 s           |
| 5e | Ahmet Örken              | Turquie          | Turquie                      | + 0 s           |
| 6e | Iván García Cortina      | Espagne          | Bahrain-Merida               | + 26 s          |
| 7e | Alexey Lutsenko          | Kazakhstan       | Astana                       | + 26 s          |
| 8e | Nathan Haas              | Australie        | Katusha-Alpecin              | + 26 s          |
| 9e | Przemysław Kasperkiewicz | Pologne          | Delko-Marseille Provence-KTM | + 26 s          |
| 10e | Mikel Aristi             | Espagne          | Euskadi-Murias               | + 26 s          |

| \| Classement général \| Classement général \| Classement général \| Classement général \| Classement général \| \| Coureur \| Coureur \| Pays \| Équipe \| Temps \| \| ------------------ \| ------------------- \| ------------------ \| ------------------------ \| ------------------ \| \| 1er \| Sam Bennett \| Irlande \| Bora-Hansgrohe \| 10 h 09 min 52 s \| \| 2e \| Maximiliano Richeze \| Argentine \| Quick-Step Floors \| + 10 s \| \| 3e \| John Degenkolb \| Allemagne \| Trek-Segafredo \| + 22 s \| \| 4e \| Jempy Drucker \| Luxembourg \| BMC Racing Team \| + 22 s \| \| 5e \| Thomas Sprengers \| Belgique \| Sport Vlaanderen-Baloise \| + 23 s \| \| 6e \| Josu Zabala \| Espagne \| Caja Rural-Seguros RGA \| + 24 s \| \| 7e \| Fernando Orjuela \| Colombie \| Manzana Postobón \| + 25 s \| \| 8e \| Iván García Cortina \| Espagne \| Bahrain-Merida \| + 26 s \| \| 9e \| Nathan Haas \| Australie \| Katusha-Alpecin \| + 26 s \| \| 10e \| Eduard Prades \| Espagne \| Euskadi-Murias \| + 26 s \| |                     |            |                          |                  |
| |                     |            |                          |                  |
| |                     |            |                          |                  |
| Classement général |                     |            |                          |                  |
| Coureur | Coureur             | Pays       | Équipe                   | Temps            |
| 1er | Sam Bennett         | Irlande    | Bora-Hansgrohe           | 10 h 09 min 52 s |
| 2e | Maximiliano Richeze | Argentine  | Quick-Step Floors        | + 10 s           |
| 3e | John Degenkolb      | Allemagne  | Trek-Segafredo           | + 22 s           |
| 4e | Jempy Drucker       | Luxembourg | BMC Racing Team          | + 22 s           |
| 5e | Thomas Sprengers    | Belgique   | Sport Vlaanderen-Baloise | + 23 s           |
| 6e | Josu Zabala         | Espagne    | Caja Rural-Seguros RGA   | + 24 s           |
| 7e | Fernando Orjuela    | Colombie   | Manzana Postobón         | + 25 s           |
| 8e | Iván García Cortina | Espagne    | Bahrain-Merida           | + 26 s           |
| 9e | Nathan Haas         | Australie  | Katusha-Alpecin          | + 26 s           |
| 10e | Eduard Prades       | Espagne    | Euskadi-Murias           | + 26 s           |

### 4eétape
| \| Classement de l'étape \| Classement de l'étape \| Classement de l'étape \| Classement de l'étape \| Classement de l'étape \| \| Coureur \| Coureur \| Pays \| Équipe \| Temps \| \| --------------------- \| --------------------- \| --------------------- \| ---------------------------- \| --------------------- \| \| 1er \| Alexey Lutsenko \| Kazakhstan \| Astana \| 5 h 24 min 22 s \| \| 2e \| Diego Ulissi \| Italie \| UAE Team Emirates \| + 0 s \| \| 3e \| Eduard Prades \| Espagne \| Euskadi-Murias \| + 0 s \| \| 4e \| James Knox \| Royaume-Uni \| Quick-Step Floors \| + 0 s \| \| 5e \| Nicolas Roche \| Irlande \| BMC Racing Team \| + 0 s \| \| 6e \| Ruben Guerreiro \| Portugal \| Trek-Segafredo \| + 0 s \| \| 7e \| Mauro Finetto \| Italie \| Delko-Marseille Provence-KTM \| + 0 s \| \| 8e \| Delio Fernández \| Espagne \| Delko-Marseille Provence-KTM \| + 0 s \| \| 9e \| Matteo Fabbro \| Italie \| Katusha-Alpecin \| + 0 s \| \| 10e \| Kilian Frankiny \| Suisse \| BMC Racing Team \| + 0 s \| |                 |             |                              |                 |
| |                 |             |                              |                 |
| |                 |             |                              |                 |
| Classement de l'étape |                 |             |                              |                 |
| Coureur | Coureur         | Pays        | Équipe                       | Temps           |
| 1er | Alexey Lutsenko | Kazakhstan  | Astana                       | 5 h 24 min 22 s |
| 2e | Diego Ulissi    | Italie      | UAE Team Emirates            | + 0 s           |
| 3e | Eduard Prades   | Espagne     | Euskadi-Murias               | + 0 s           |
| 4e | James Knox      | Royaume-Uni | Quick-Step Floors            | + 0 s           |
| 5e | Nicolas Roche   | Irlande     | BMC Racing Team              | + 0 s           |
| 6e | Ruben Guerreiro | Portugal    | Trek-Segafredo               | + 0 s           |
| 7e | Mauro Finetto   | Italie      | Delko-Marseille Provence-KTM | + 0 s           |
| 8e | Delio Fernández | Espagne     | Delko-Marseille Provence-KTM | + 0 s           |
| 9e | Matteo Fabbro   | Italie      | Katusha-Alpecin              | + 0 s           |
| 10e | Kilian Frankiny | Suisse      | BMC Racing Team              | + 0 s           |

| \| Classement général \| Classement général \| Classement général \| Classement général \| Classement général \| \| Coureur \| Coureur \| Pays \| Équipe \| Temps \| \| ------------------ \| ------------------ \| ------------------ \| ---------------------------- \| ------------------ \| \| 1er \| Alexey Lutsenko \| Kazakhstan \| Astana \| 15 h 34 min 30 s \| \| 2e \| Diego Ulissi \| Italie \| UAE Team Emirates \| + 4 s \| \| 3e \| Eduard Prades \| Espagne \| Euskadi-Murias \| + 6 s \| \| 4e \| Nathan Haas \| Australie \| Katusha-Alpecin \| + 10 s \| \| 5e \| Ruben Guerreiro \| Portugal \| Trek-Segafredo \| + 10 s \| \| 6e \| Delio Fernández \| Espagne \| Delko-Marseille Provence-KTM \| + 10 s \| \| 7e \| Fabio Felline \| Italie \| Trek-Segafredo \| + 10 s \| \| 8e \| Mauro Finetto \| Italie \| Delko-Marseille Provence-KTM \| + 10 s \| \| 9e \| Matteo Fabbro \| Italie \| Katusha-Alpecin \| + 10 s \| \| 10e \| Nicolas Roche \| Irlande \| BMC Racing Team \| + 10 s \| |                 |            |                              |                  |
| |                 |            |                              |                  |
| |                 |            |                              |                  |
| Classement général |                 |            |                              |                  |
| Coureur | Coureur         | Pays       | Équipe                       | Temps            |
| 1er | Alexey Lutsenko | Kazakhstan | Astana                       | 15 h 34 min 30 s |
| 2e | Diego Ulissi    | Italie     | UAE Team Emirates            | + 4 s            |
| 3e | Eduard Prades   | Espagne    | Euskadi-Murias               | + 6 s            |
| 4e | Nathan Haas     | Australie  | Katusha-Alpecin              | + 10 s           |
| 5e | Ruben Guerreiro | Portugal   | Trek-Segafredo               | + 10 s           |
| 6e | Delio Fernández | Espagne    | Delko-Marseille Provence-KTM | + 10 s           |
| 7e | Fabio Felline   | Italie     | Trek-Segafredo               | + 10 s           |
| 8e | Mauro Finetto   | Italie     | Delko-Marseille Provence-KTM | + 10 s           |
| 9e | Matteo Fabbro   | Italie     | Katusha-Alpecin              | + 10 s           |
| 10e | Nicolas Roche   | Irlande    | BMC Racing Team              | + 10 s           |

### 5eétape
| \| Classement de l'étape \| Classement de l'étape \| Classement de l'étape \| Classement de l'étape \| Classement de l'étape \| \| Coureur \| Coureur \| Pays \| Équipe \| Temps \| \| --------------------- \| --------------------- \| --------------------- \| ------------------------ \| --------------------- \| \| 1er \| Álvaro Hodeg \| Colombie \| Quick-Step Floors \| 3 h 15 min 12 s \| \| 2e \| John Degenkolb \| Allemagne \| Trek-Segafredo \| + 0 s \| \| 3e \| Nathan Haas \| Australie \| Katusha-Alpecin \| + 0 s \| \| 4e \| Sam Bennett \| Irlande \| Bora-Hansgrohe \| + 0 s \| \| 5e \| Christophe Noppe \| Belgique \| Sport Vlaanderen-Baloise \| + 0 s \| \| 6e \| Edward Theuns \| Belgique \| Team Sunweb \| + 0 s \| \| 7e \| Szymon Sajnok \| Pologne \| CCC Sprandi Polkowice \| + 0 s \| \| 8e \| Maximiliano Richeze \| Argentine \| Quick-Step Floors \| + 0 s \| \| 9e \| Alexander Porsev \| Russie \| Gazprom-RusVelo \| + 0 s \| \| 10e \| Simone Consonni \| Italie \| UAE Team Emirates \| + 0 s \| |                     |           |                          |                 |
| |                     |           |                          |                 |
| |                     |           |                          |                 |
| Classement de l'étape |                     |           |                          |                 |
| Coureur | Coureur             | Pays      | Équipe                   | Temps           |
| 1er | Álvaro Hodeg        | Colombie  | Quick-Step Floors        | 3 h 15 min 12 s |
| 2e | John Degenkolb      | Allemagne | Trek-Segafredo           | + 0 s           |
| 3e | Nathan Haas         | Australie | Katusha-Alpecin          | + 0 s           |
| 4e | Sam Bennett         | Irlande   | Bora-Hansgrohe           | + 0 s           |
| 5e | Christophe Noppe    | Belgique  | Sport Vlaanderen-Baloise | + 0 s           |
| 6e | Edward Theuns       | Belgique  | Team Sunweb              | + 0 s           |
| 7e | Szymon Sajnok       | Pologne   | CCC Sprandi Polkowice    | + 0 s           |
| 8e | Maximiliano Richeze | Argentine | Quick-Step Floors        | + 0 s           |
| 9e | Alexander Porsev    | Russie    | Gazprom-RusVelo          | + 0 s           |
| 10e | Simone Consonni     | Italie    | UAE Team Emirates        | + 0 s           |

| \| Classement général \| Classement général \| Classement général \| Classement général \| Classement général \| \| Coureur \| Coureur \| Pays \| Équipe \| Temps \| \| ------------------ \| ------------------ \| ------------------ \| ---------------------------- \| ------------------ \| \| 1er \| Alexey Lutsenko \| Kazakhstan \| Astana \| 18 h 49 min 42 s \| \| 2e \| Nathan Haas \| Australie \| Katusha-Alpecin \| + 4 s \| \| 3e \| Diego Ulissi \| Italie \| UAE Team Emirates \| + 4 s \| \| 4e \| Eduard Prades \| Espagne \| Euskadi-Murias \| + 6 s \| \| 5e \| Fabio Felline \| Italie \| Trek-Segafredo \| + 9 s \| \| 6e \| Ruben Guerreiro \| Portugal \| Trek-Segafredo \| + 10 s \| \| 7e \| Delio Fernández \| Espagne \| Delko-Marseille Provence-KTM \| + 10 s \| \| 8e \| Matteo Fabbro \| Italie \| Katusha-Alpecin \| + 10 s \| \| 9e \| Mauro Finetto \| Italie \| Delko-Marseille Provence-KTM \| + 10 s \| \| 10e \| Nicolas Roche \| Irlande \| BMC Racing Team \| + 10 s \| |                 |            |                              |                  |
| |                 |            |                              |                  |
| |                 |            |                              |                  |
| Classement général |                 |            |                              |                  |
| Coureur | Coureur         | Pays       | Équipe                       | Temps            |
| 1er | Alexey Lutsenko | Kazakhstan | Astana                       | 18 h 49 min 42 s |
| 2e | Nathan Haas     | Australie  | Katusha-Alpecin              | + 4 s            |
| 3e | Diego Ulissi    | Italie     | UAE Team Emirates            | + 4 s            |
| 4e | Eduard Prades   | Espagne    | Euskadi-Murias               | + 6 s            |
| 5e | Fabio Felline   | Italie     | Trek-Segafredo               | + 9 s            |
| 6e | Ruben Guerreiro | Portugal   | Trek-Segafredo               | + 10 s           |
| 7e | Delio Fernández | Espagne    | Delko-Marseille Provence-KTM | + 10 s           |
| 8e | Matteo Fabbro   | Italie     | Katusha-Alpecin              | + 10 s           |
| 9e | Mauro Finetto   | Italie     | Delko-Marseille Provence-KTM | + 10 s           |
| 10e | Nicolas Roche   | Irlande    | BMC Racing Team              | + 10 s           |

### 6eétape
| \| Classement de l'étape \| Classement de l'étape \| Classement de l'étape \| Classement de l'étape \| Classement de l'étape \| \| Coureur \| Coureur \| Pays \| Équipe \| Temps \| \| --------------------- \| --------------------- \| --------------------- \| --------------------- \| --------------------- \| \| 1er \| Sam Bennett \| Irlande \| Bora-Hansgrohe \| 3 h 36 min 28 s \| \| 2e \| Eduard Prades \| Espagne \| Euskadi-Murias \| + 6 s \| \| 3e \| Jempy Drucker \| Luxembourg \| BMC Racing Team \| + 6 s \| \| 4e \| Mike Teunissen \| Pays-Bas \| Team Sunweb \| + 6 s \| \| 5e \| Szymon Sajnok \| Pologne \| CCC Sprandi Polkowice \| + 6 s \| \| 6e \| Edward Theuns \| Belgique \| Team Sunweb \| + 0 s \| \| 8e \| Maximiliano Richeze \| Argentine \| Quick-Step Floors \| + 0 s \| \| 9e \| Alexander Porsev \| Russie \| Gazprom-RusVelo \| + 0 s \| \| 10e \| Simone Consonni \| Italie \| UAE Team Emirates \| + 0 s \| |                     |            |                       |                 |
| |                     |            |                       |                 |
| |                     |            |                       |                 |
| Classement de l'étape |                     |            |                       |                 |
| Coureur | Coureur             | Pays       | Équipe                | Temps           |
| 1er | Sam Bennett         | Irlande    | Bora-Hansgrohe        | 3 h 36 min 28 s |
| 2e | Eduard Prades       | Espagne    | Euskadi-Murias        | + 6 s           |
| 3e | Jempy Drucker       | Luxembourg | BMC Racing Team       | + 6 s           |
| 4e | Mike Teunissen      | Pays-Bas   | Team Sunweb           | + 6 s           |
| 5e | Szymon Sajnok       | Pologne    | CCC Sprandi Polkowice | + 6 s           |
| 6e | Edward Theuns       | Belgique   | Team Sunweb           | + 0 s           |
| 8e | Maximiliano Richeze | Argentine  | Quick-Step Floors     | + 0 s           |
| 9e | Alexander Porsev    | Russie     | Gazprom-RusVelo       | + 0 s           |
| 10e | Simone Consonni     | Italie     | UAE Team Emirates     | + 0 s           |

## Classements finals

### Classement général final
| \| Classement général \| Classement général \| Classement général \| Classement général \| Classement général \| \| Coureur \| Coureur \| Pays \| Équipe \| Temps \| \| ------------------ \| ------------------ \| ------------------ \| ---------------------------- \| ------------------ \| \| 1er \| Eduard Prades \| Espagne \| Euskadi-Murias \| 22 h 26 min 16 s \| \| 2e \| Alexey Lutsenko \| Kazakhstan \| Astana \| + 0 s \| \| 3e \| Nathan Haas \| Australie \| Katusha-Alpecin \| + 4 s \| \| 4e \| Diego Ulissi \| Italie \| UAE Team Emirates \| + 4 s \| \| 5e \| Fabio Felline \| Italie \| Trek-Segafredo \| + 9 s \| \| 6e \| Ruben Guerreiro \| Portugal \| Trek-Segafredo \| + 10 s \| \| 7e \| Delio Fernández \| Espagne \| Delko-Marseille Provence-KTM \| + 10 s \| \| 8e \| Matteo Fabbro \| Italie \| Katusha-Alpecin \| + 10 s \| \| 9e \| Mauro Finetto \| Italie \| Delko-Marseille Provence-KTM \| + 10 s \| \| 10e \| Nicolas Roche \| Irlande \| BMC Racing Team \| + 10 s \| |                 |            |                              |                  |
| |                 |            |                              |                  |
| Source : ProCyclingStats |                 |            |                              |                  |
| Classement général |                 |            |                              |                  |
| Coureur | Coureur         | Pays       | Équipe                       | Temps            |
| 1er | Eduard Prades   | Espagne    | Euskadi-Murias               | 22 h 26 min 16 s |
| 2e | Alexey Lutsenko | Kazakhstan | Astana                       | + 0 s            |
| 3e | Nathan Haas     | Australie  | Katusha-Alpecin              | + 4 s            |
| 4e | Diego Ulissi    | Italie     | UAE Team Emirates            | + 4 s            |
| 5e | Fabio Felline   | Italie     | Trek-Segafredo               | + 9 s            |
| 6e | Ruben Guerreiro | Portugal   | Trek-Segafredo               | + 10 s           |
| 7e | Delio Fernández | Espagne    | Delko-Marseille Provence-KTM | + 10 s           |
| 8e | Matteo Fabbro   | Italie     | Katusha-Alpecin              | + 10 s           |
| 9e | Mauro Finetto   | Italie     | Delko-Marseille Provence-KTM | + 10 s           |
| 10e | Nicolas Roche   | Irlande    | BMC Racing Team              | + 10 s           |

### Classements annexes finals
| Classement par points | Classement par points | Classement par points | Classement par points | Classement par points |
| Coureur               | Coureur               | Pays                  | Équipe                | Points                |
| --------------------- | --------------------- | --------------------- | --------------------- | --------------------- |
| 1er                   | Sam Bennett           | Irlande               | Bora-Hansgrohe        | 71 pts                |
| 2e                    | Álvaro Hodeg          | Colombie              | Quick-Step Floors     | 41 pts                |
| 3e                    | Jempy Drucker         | Luxembourg            | BMC Racing Team       | 38 pts                |
| 4e                    | Maximiliano Richeze   | Argentine             | Quick-Step Floors     | 37 pts                |
| 5e                    | Nathan Haas           | Australie             | Katusha-Alpecin       | 37 pts                |
| 6e                    | John Degenkolb        | Allemagne             | Trek-Segafredo        | 36 pts                |
| 7e                    | Simone Consonni       | Italie                | UAE Team Emirates     | 29 pts                |
| 8e                    | Eduard Prades         | Espagne               | Euskadi-Murias        | 28 pts                |
| 9e                    | Alexey Lutsenko       | Kazakhstan            | Astana                | 27 pts                |
| 10e                   | Edward Theuns         | Belgique              | Team Sunweb           | 27 pts                |

| Classement par points | Classement par points | Classement par points | Classement par points | Classement par points |
| Coureur               | Coureur               | Pays                  | Équipe                | Points                |
| --------------------- | --------------------- | --------------------- | --------------------- | --------------------- |
| 1er                   | Sam Bennett           | Irlande               | Bora-Hansgrohe        | 71 pts                |
| 2e                    | Álvaro Hodeg          | Colombie              | Quick-Step Floors     | 41 pts                |
| 3e                    | Jempy Drucker         | Luxembourg            | BMC Racing Team       | 38 pts                |
| 4e                    | Maximiliano Richeze   | Argentine             | Quick-Step Floors     | 37 pts                |
| 5e                    | Nathan Haas           | Australie             | Katusha-Alpecin       | 37 pts                |
| 6e                    | John Degenkolb        | Allemagne             | Trek-Segafredo        | 36 pts                |
| 7e                    | Simone Consonni       | Italie                | UAE Team Emirates     | 29 pts                |
| 8e                    | Eduard Prades         | Espagne               | Euskadi-Murias        | 28 pts                |
| 9e                    | Alexey Lutsenko       | Kazakhstan            | Astana                | 27 pts                |
| 10e                   | Edward Theuns         | Belgique              | Team Sunweb           | 27 pts                |

| Classement de la montagne | Classement de la montagne | Classement de la montagne | Classement de la montagne | Classement de la montagne |
| Coureur                   | Coureur                   | Pays                      | Équipe                    | Points                    |
| ------------------------- | ------------------------- | ------------------------- | ------------------------- | ------------------------- |
| 1er                       | Grega Bole                | Slovénie                  | Bahrain-Merida            | 16 pts                    |
| 2e                        | Aldemar Reyes             | Colombie                  | Manzana Postobón          | 16 pts                    |
| 3e                        | Beñat Txoperena           | Espagne                   | Euskadi-Murias            | 11 pts                    |
| 4e                        | Kenneth Van Rooy          | Belgique                  | Sport Vlaanderen-Baloise  | 6 pts                     |
| 5e                        | Alexey Lutsenko           | Kazakhstan                | Astana                    | 5 pts                     |
| 6e                        | Yecid Sierra              | Colombie                  | Manzana Postobón          | 5 pts                     |
| 7e                        | Feritcan Şamlı            | Turquie                   | Turquie                   | 5 pts                     |
| 8e                        | Diego Rubio               | Espagne                   | Burgos-BH                 | 4 pts                     |
| 9e                        | Aimé De Gendt             | Belgique                  | Sport Vlaanderen-Baloise  | 3 pts                     |
| 10e                       | Diego Ulissi              | Italie                    | UAE Team Emirates         | 3 pts                     |

| Classement de la montagne | Classement de la montagne | Classement de la montagne | Classement de la montagne | Classement de la montagne |
| Coureur                   | Coureur                   | Pays                      | Équipe                    | Points                    |
| ------------------------- | ------------------------- | ------------------------- | ------------------------- | ------------------------- |
| 1er                       | Grega Bole                | Slovénie                  | Bahrain-Merida            | 16 pts                    |
| 2e                        | Aldemar Reyes             | Colombie                  | Manzana Postobón          | 16 pts                    |
| 3e                        | Beñat Txoperena           | Espagne                   | Euskadi-Murias            | 11 pts                    |
| 4e                        | Kenneth Van Rooy          | Belgique                  | Sport Vlaanderen-Baloise  | 6 pts                     |
| 5e                        | Alexey Lutsenko           | Kazakhstan                | Astana                    | 5 pts                     |
| 6e                        | Yecid Sierra              | Colombie                  | Manzana Postobón          | 5 pts                     |
| 7e                        | Feritcan Şamlı            | Turquie                   | Turquie                   | 5 pts                     |
| 8e                        | Diego Rubio               | Espagne                   | Burgos-BH                 | 4 pts                     |
| 9e                        | Aimé De Gendt             | Belgique                  | Sport Vlaanderen-Baloise  | 3 pts                     |
| 10e                       | Diego Ulissi              | Italie                    | UAE Team Emirates         | 3 pts                     |

| Classement des sprints | Classement des sprints | Classement des sprints | Classement des sprints   | Classement des sprints |
| Coureur                | Coureur                | Pays                   | Équipe                   | Points                 |
| ---------------------- | ---------------------- | ---------------------- | ------------------------ | ---------------------- |
| 1er                    | Onur Balkan            | Turquie                | Torku Şekerspor          | 15 pts                 |
| 2e                     | Paweł Cieślik          | Pologne                | CCC Sprandi Polkowice    | 5 pts                  |
| 3e                     | Iljo Keisse            | Belgique               | Quick-Step Floors        | 5 pts                  |
| 4e                     | Muhammet Atalay        | Turquie                | Torku Şekerspor          | 5 pts                  |
| 5e                     | Thomas Sprengers       | Belgique               | Sport Vlaanderen-Baloise | 3 pts                  |
| 6e                     | Aimé De Gendt          | Belgique               | Sport Vlaanderen-Baloise | 3 pts                  |
| 7e                     | Álvaro Hodeg           | Colombie               | Quick-Step Floors        | 3 pts                  |
| 8e                     | Beñat Txoperena        | Espagne                | Euskadi-Murias           | 3 pts                  |
| 9e                     | Preben Van Hecke       | Belgique               | Sport Vlaanderen-Baloise | 3 pts                  |
| 10e                    | Feritcan Şamlı         | Turquie                | Torku Şekerspor          | 3 pts                  |

| Classement des sprints | Classement des sprints | Classement des sprints | Classement des sprints   | Classement des sprints |
| Coureur                | Coureur                | Pays                   | Équipe                   | Points                 |
| ---------------------- | ---------------------- | ---------------------- | ------------------------ | ---------------------- |
| 1er                    | Onur Balkan            | Turquie                | Torku Şekerspor          | 15 pts                 |
| 2e                     | Paweł Cieślik          | Pologne                | CCC Sprandi Polkowice    | 5 pts                  |
| 3e                     | Iljo Keisse            | Belgique               | Quick-Step Floors        | 5 pts                  |
| 4e                     | Muhammet Atalay        | Turquie                | Torku Şekerspor          | 5 pts                  |
| 5e                     | Thomas Sprengers       | Belgique               | Sport Vlaanderen-Baloise | 3 pts                  |
| 6e                     | Aimé De Gendt          | Belgique               | Sport Vlaanderen-Baloise | 3 pts                  |
| 7e                     | Álvaro Hodeg           | Colombie               | Quick-Step Floors        | 3 pts                  |
| 8e                     | Beñat Txoperena        | Espagne                | Euskadi-Murias           | 3 pts                  |
| 9e                     | Preben Van Hecke       | Belgique               | Sport Vlaanderen-Baloise | 3 pts                  |
| 10e                    | Feritcan Şamlı         | Turquie                | Torku Şekerspor          | 3 pts                  |

| Classement par équipes | Classement par équipes       | Classement par équipes | Classement par équipes |
| Équipe                 | Équipe                       | Pays                   | Temps                  |
| ---------------------- | ---------------------------- | ---------------------- | ---------------------- |
| 1re                    | BMC Racing Team              | États-Unis             | 67 h 19 min 18 s       |
| 2e                     | Katusha-Alpecin              | Suisse                 | + 23 s                 |
| 3e                     | Trek-Segafredo               | États-Unis             | + 45 s                 |
| 4e                     | Manzana Postobón             | Colombie               | + 1 min 01 s           |
| 5e                     | Sport Vlaanderen-Baloise     | Belgique               | + 1 min 30 s           |
| 6e                     | Caja Rural-Seguros RGA       | Espagne                | + 1 min 39 s           |
| 7e                     | Delko-Marseille Provence-KTM | France                 | + 1 min 51 s           |
| 8e                     | Burgos-BH                    | Espagne                | + 4 min 27 s           |
| 9e                     | WB-Aqua Protect-Veranclassic | Belgique               | + 4 min 37 s           |
| 10e                    | Team Sunweb                  | Allemagne              | + 4 min 46 s           |

| Classement par équipes | Classement par équipes       | Classement par équipes | Classement par équipes |
| Équipe                 | Équipe                       | Pays                   | Temps                  |
| ---------------------- | ---------------------------- | ---------------------- | ---------------------- |
| 1re                    | BMC Racing Team              | États-Unis             | 67 h 19 min 18 s       |
| 2e                     | Katusha-Alpecin              | Suisse                 | + 23 s                 |
| 3e                     | Trek-Segafredo               | États-Unis             | + 45 s                 |
| 4e                     | Manzana Postobón             | Colombie               | + 1 min 01 s           |
| 5e                     | Sport Vlaanderen-Baloise     | Belgique               | + 1 min 30 s           |
| 6e                     | Caja Rural-Seguros RGA       | Espagne                | + 1 min 39 s           |
| 7e                     | Delko-Marseille Provence-KTM | France                 | + 1 min 51 s           |
| 8e                     | Burgos-BH                    | Espagne                | + 4 min 27 s           |
| 9e                     | WB-Aqua Protect-Veranclassic | Belgique               | + 4 min 37 s           |
| 10e                    | Team Sunweb                  | Allemagne              | + 4 min 46 s           |

### Classements UCI
Le Tour de Turquie attribue le même nombre des points pour l'UCI World Tour 2018 (uniquement pour les coureurs membres d'équipes World Tour) et le Classement mondial UCI (pour tous les coureurs).
| Position           | 1er | 2e  | 3e  | 4e  | 5e  | 6e  | 7e | 8e | 9e | 10e |
| Classement général | 300 | 250 | 215 | 175 | 120 | 115 | 95 | 75 | 60 | 50  |
| Par étapes         | 40  | 15  | 6   |     |     |     |    |    |    |     |
| Leader             | 6   |     |     |     |     |     |    |    |    |     |

| Rang | Coureur             | Équipe                        | Général | Etape | Leader | Total |
| ---- | ------------------- | ----------------------------- | ------- | ----- | ------ | ----- |
| 1    | Eduard Prades       | Euskadi Basque Country-Murias | 300     | 21    | -      | 321   |
| 2    | Alexey Lutsenko     | Astana                        | 250     | 40    | 12     | 302   |
| 3    | Nathan Haas         | Katusha-Alpecin               | 215     | 6     | -      | 221   |
| 4    | Diego Ulissi        | UAE Emirates                  | 175     | 15    | -      | 190   |
| 5    | Sam Bennett         | Bora-Hansgrohe                | -       | 135   | 12     | 147   |
| 6    | Fabio Felline       | Trek-Segafredo                | 120     | -     | -      | 120   |
| 7    | Ruben Guerreiro     | Trek-Segafredo                | 115     | -     | -      | 115   |
| 8    | Delio Fernández     | Delko Marseille Provence KTM  | 95      | -     | -      | 95    |
| 9    | Matteo Fabbro       | Katusha-Alpecin               | 75      | -     | -      | 75    |
| 10   | Maximiliano Richeze | Quick-Step Floors             | -       | 55    | 6      | 61    |

## Évolution des classements
| Étape               | Vainqueur           | Classement général  | Classement par points | Classement de la montagne | Classement des sprints | Classement par équipes   |
| ------------------- | ------------------- | ------------------- | --------------------- | ------------------------- | ---------------------- | ------------------------ |
| 1                   | Maximiliano Richeze | Maximiliano Richeze | Maximiliano Richeze   | Beñat Txoperena           | Onur Balkan            | Quick-Step Floors        |
| 2                   | Sam Bennett         | Sam Bennett         | Sam Bennett           | Beñat Txoperena           | Onur Balkan            | Sport Vlaanderen-Baloise |
| 3                   | Sam Bennett         | Sam Bennett         | Sam Bennett           | Beñat Txoperena           | Onur Balkan            | Sport Vlaanderen-Baloise |
| 4                   | Alexey Lutsenko     | Alexey Lutsenko     | Sam Bennett           | Aldemar Reyes             | Onur Balkan            | BMC Racing               |
| 5                   | Álvaro Hodeg        | Alexey Lutsenko     | Sam Bennett           | Aldemar Reyes             | Onur Balkan            | BMC Racing               |
| 6                   | Sam Bennett         | Eduard Prades       | Sam Bennett           | Grega Bole                | Onur Balkan            | BMC Racing               |
| Classements finales | Classements finales | Eduard Prades       | Sam Bennett           | Grega Bole                | Onur Balkan            | BMC Racing               |

## Liste des participants
| UAE Team Emirates UAD | UAE Team Emirates UAD              | UAE Team Emirates UAD |
| --------------------- | ---------------------------------- | --------------------- |
| Num                   | Coureur                            | Pos                   |
| 1                     | Diego Ulissi (ITA)                 | 4e                    |
| 2                     | Sven Erik Bystrøm (NOR)            | 133e                  |
| 3                     | Simone Consonni (ITA)              | 73e                   |
| 4                     | Valerio Conti (ITA)                | 106e                  |
| 5                     | Kristijan Đurasek (CRO)            | 32e                   |
| 6                     | Vegard Stake Laengen (NOR) (route) | 83e                   |
| 7                     | Przemysław Niemiec (POL)           | 125e                  |

| Astana AST | Astana AST                    | Astana AST |
| ---------- | ----------------------------- | ---------- |
| Num        | Coureur                       | Pos        |
| 11         | Zhandos Bizhigitov (KAZ)      | 77e        |
| 12         | Daniil Fominykh (KAZ)         | 36e        |
| 13         | Yevgeniy Gidich (KAZ)         | 78e        |
| 14         | Alexey Lutsenko (KAZ) (route) | 2e         |
| 15         | Moreno Moser (ITA)            | 101e       |
| 16         | Ruslan Tleubayev (KAZ)        | 109e       |
| 17         | Artyom Zakharov (KAZ)         | AB-5       |

| Bahrain-Merida TBM | Bahrain-Merida TBM         | Bahrain-Merida TBM |
| ------------------ | -------------------------- | ------------------ |
| Num                | Coureur                    | Pos                |
| 21                 | Grega Bole (SLO)           | 110e               |
| 22                 | Iván García Cortina (ESP)  | AB-4               |
| 23                 | Heinrich Haussler (AUS)    | 39e                |
| 24                 | Ramūnas Navardauskas (LTU) | 100e               |
| 25                 | Domen Novak (SLO)          | 53e                |
| 26                 | Mark Padun (UKR)           | 48e                |
| 27                 | David Per (SLO)            | 119e               |

| BMC Racing Team BMC | BMC Racing Team BMC    | BMC Racing Team BMC |
| ------------------- | ---------------------- | ------------------- |
| Num                 | Coureur                | Pos                 |
| 31                  | Patrick Bevin (NZL)    | 46e                 |
| 32                  | Tom Bohli (SUI)        | 69e                 |
| 33                  | Brent Bookwalter (USA) | 12e                 |
| 34                  | Jempy Drucker (LUX)    | 52e                 |
| 35                  | Kilian Frankiny (SUI)  | 11e                 |
| 36                  | Nicolas Roche (IRL)    | 10e                 |
| 37                  | Danilo Wyss (SUI)      | 74e                 |

| Bora-Hansgrohe BOH | Bora-Hansgrohe BOH              | Bora-Hansgrohe BOH |
| ------------------ | ------------------------------- | ------------------ |
| Num                | Coureur                         | Pos                |
| 41                 | Sam Bennett (IRL)               | 91e                |
| 42                 | Maciej Bodnar (POL)             | 104e               |
| 43                 | Jay McCarthy (AUS)              | 118e               |
| 44                 | Matteo Pelucchi (ITA)           | 121e               |
| 45                 | Lukas Pöstlberger (AUT) (route) | 23e                |
| 46                 | Juraj Sagan (SVK)               | 98e                |
| 47                 | Aleksejs Saramotins (LAT)       | 95e                |

| Quick-Step Floors QST | Quick-Step Floors QST     | Quick-Step Floors QST |
| --------------------- | ------------------------- | --------------------- |
| Num                   | Coureur                   | Pos                   |
| 51                    | Tim Declercq (BEL)        | 27e                   |
| 52                    | Fernando Gaviria (COL)    | NP-2                  |
| 53                    | Álvaro Hodeg (COL)        | 72e                   |
| 54                    | Iljo Keisse (BEL)         | 108e                  |
| 55                    | James Knox (GBR)          | 20e                   |
| 56                    | Maximiliano Richeze (ARG) | 102e                  |
| 57                    | Zdeněk Štybar (CZE)       | 54e                   |

| Katusha-Alpecin TKA | Katusha-Alpecin TKA      | Katusha-Alpecin TKA |
| ------------------- | ------------------------ | ------------------- |
| Num                 | Coureur                  | Pos                 |
| 61                  | Maxim Belkov (RUS)       | 93e                 |
| 62                  | Steff Cras (BEL)         | 47e                 |
| 63                  | Matteo Fabbro (ITA)      | 8e                  |
| 64                  | Nathan Haas (AUS)        | 3e                  |
| 66                  | Reto Hollenstein (SUI)   | 19e                 |
| 67                  | Mads Würtz Schmidt (DEN) | 124e                |

| Team Sunweb SUN | Team Sunweb SUN           | Team Sunweb SUN |
| --------------- | ------------------------- | --------------- |
| Num             | Coureur                   | Pos             |
| 71              | Nikias Arndt (GER)        | 31e             |
| 73              | Johannes Fröhlinger (GER) | 61e             |
| 74              | Laurens ten Dam (NED)     | 65e             |
| 75              | Mike Teunissen (NED)      | 13e             |
| 76              | Edward Theuns (BEL)       | 60e             |
| 77              | Louis Vervaeke (BEL)      | 67e             |

| Trek-Segafredo TFS | Trek-Segafredo TFS    | Trek-Segafredo TFS |
| ------------------ | --------------------- | ------------------ |
| Num                | Coureur               | Pos                |
| 81                 | Koen de Kort (NED)    | 58e                |
| 82                 | John Degenkolb (GER)  | 68e                |
| 83                 | Fabio Felline (ITA)   | 5e                 |
| 84                 | Tsgabu Grmay (ETH)    | 43e                |
| 85                 | Ruben Guerreiro (POR) | 6e                 |
| 86                 | Kiel Reijnen (USA)    | 59e                |
| 87                 | Boy van Poppel (NED)  | 107e               |

| Burgos-BH BBH | Burgos-BH BBH         | Burgos-BH BBH |
| ------------- | --------------------- | ------------- |
| Num           | Coureur               | Pos           |
| 91            | Jetse Bol (NED)       | 63e           |
| 92            | Óscar Cabedo (ESP)    | 33e           |
| 93            | Jorge Cubero (ESP)    | 62e           |
| 94            | José Mendes (POR)     | 26e           |
| 95            | Diego Rubio (ESP)     | 99e           |
| 96            | Nícolas Sessler (BRA) | 84e           |
| 97            | James Mitri (NZL)     | 51e           |

| Caja Rural-Seguros RGA CJR | Caja Rural-Seguros RGA CJR | Caja Rural-Seguros RGA CJR |
| -------------------------- | -------------------------- | -------------------------- |
| Num                        | Coureur                    | Pos                        |
| 101                        | Sergio Pardilla (ESP)      | 24e                        |
| 102                        | Rafael Reis (POR)          | 57e                        |
| 103                        | Jon Irisarri (ESP)         | 96e                        |
| 104                        | Joaquim Silva (POR)        | 70e                        |
| 105                        | Gonzalo Serrano (ESP)      | 25e                        |
| 106                        | Fabricio Ferrari (URU)     | 21e                        |
| 107                        | Josu Zabala (ESP)          | 41e                        |

| CCC Sprandi Polkowice CCC | CCC Sprandi Polkowice CCC | CCC Sprandi Polkowice CCC |
| ------------------------- | ------------------------- | ------------------------- |
| Num                       | Coureur                   | Pos                       |
| 111                       | Amaro Antunes (POR)       | 38e                       |
| 112                       | Paweł Bernas (POL)        | 116e                      |
| 113                       | Kamil Gradek (POL)        | 94e                       |
| 114                       | Michał Paluta (POL)       | 88e                       |
| 115                       | Szymon Sajnok (POL)       | 92e                       |
| 116                       | Piotr Brożyna (POL)       | 30e                       |
| 117                       | Paweł Cieślik (POL)       | 44e                       |

| Delko-Marseille Provence-KTM DMP | Delko-Marseille Provence-KTM DMP | Delko-Marseille Provence-KTM DMP |
| -------------------------------- | -------------------------------- | -------------------------------- |
| Num                              | Coureur                          | Pos                              |
| 121                              | Delio Fernández (ESP)            | 7e                               |
| 122                              | Julien Trarieux (FRA)            | 42e                              |
| 123                              | Brenton Jones (AUS)              | 82e                              |
| 124                              | Nikolay Mihaylov (BUL)           | 134e                             |
| 125                              | Przemysław Kasperkiewicz (POL)   | 112e                             |
| 126                              | Javier Moreno (ESP)              | 50e                              |
| 127                              | Mauro Finetto (ITA)              | 9e                               |

| Euskadi-Murias EUS | Euskadi-Murias EUS           | Euskadi-Murias EUS |
| ------------------ | ---------------------------- | ------------------ |
| Num                | Coureur                      | Pos                |
| 131                | Ander Barrenetxea (ESP)      | 129e               |
| 132                | Mikel Aristi (ESP)           | 76e                |
| 133                | Enrique Sanz (ESP)           | 90e                |
| 134                | Sergio Rodríguez Reche (ESP) | 122e               |
| 135                | Eduard Prades (ESP)          | 1er                |
| 136                | Fernando Barceló (ESP)       | 103e               |
| 137                | Beñat Txoperena (ESP)        | 115e               |

| Gazprom-RusVelo GAZ | Gazprom-RusVelo GAZ      | Gazprom-RusVelo GAZ |
| ------------------- | ------------------------ | ------------------- |
| Num                 | Coureur                  | Pos                 |
| 141                 | Ivan Rovny (RUS) (route) | 18e                 |
| 142                 | Igor Boev (RUS)          | 86e                 |
| 143                 | Stepan Kourianov (RUS)   | 85e                 |
| 144                 | Dmitry Kozontchuk (RUS)  | 66e                 |
| 145                 | Nikolay Trusov (RUS)     | 71e                 |
| 146                 | Sergey Shilov (RUS)      | 37e                 |
| 147                 | Alexander Porsev (RUS)   | 81e                 |

| Manzana Postobón MZN | Manzana Postobón MZN   | Manzana Postobón MZN |
| -------------------- | ---------------------- | -------------------- |
| Num                  | Coureur                | Pos                  |
| 151                  | Fabio Duarte (COL)     | 29e                  |
| 152                  | Yecid Sierra (COL)     | 111e                 |
| 153                  | Hernán Aguirre (COL)   | 14e                  |
| 154                  | Aldemar Reyes (COL)    | 123e                 |
| 155                  | Jhojan García (COL)    | 34e                  |
| 156                  | Ricardo Vilela (POR)   | 45e                  |
| 157                  | Fernando Orjuela (COL) | 16e                  |

| Sport Vlaanderen-Baloise SVB | Sport Vlaanderen-Baloise SVB | Sport Vlaanderen-Baloise SVB |
| ---------------------------- | ---------------------------- | ---------------------------- |
| Num                          | Coureur                      | Pos                          |
| 161                          | Aimé De Gendt (BEL)          | 55e                          |
| 162                          | Kevin Deltombe (BEL)         | 17e                          |
| 163                          | Christophe Noppe (BEL)       | 75e                          |
| 164                          | Thomas Sprengers (BEL)       | 15e                          |
| 165                          | Mathias Van Gompel (BEL)     | 28e                          |
| 166                          | Preben Van Hecke (BEL)       | 130e                         |
| 167                          | Kenneth Van Rooy (BEL)       | 80e                          |

| WB-Aqua Protect-Veranclassic WVA | WB-Aqua Protect-Veranclassic WVA | WB-Aqua Protect-Veranclassic WVA |
| -------------------------------- | -------------------------------- | -------------------------------- |
| Num                              | Coureur                          | Pos                              |
| 171                              | Christophe Masson (FRA)          | 40e                              |
| 172                              | Justin Jules (FRA)               | 56e                              |
| 173                              | Alex Kirsch (LUX)                | 97e                              |
| 174                              | Eliot Lietaer (BEL)              | 35e                              |
| 175                              | Julien Mortier (BEL)             | 87e                              |
| 176                              | Dimitri Peyskens (BEL)           | 22e                              |
| 177                              | Julien Stassen (BEL)             | 127e                             |

| Wilier Triestina-Selle Italia WIL | Wilier Triestina-Selle Italia WIL | Wilier Triestina-Selle Italia WIL |
| --------------------------------- | --------------------------------- | --------------------------------- |
| Num                               | Coureur                           | Pos                               |
| 181                               | Simone Bevilacqua (ITA)           | 128e                              |
| 182                               | Marco Coledan (ITA)               | 132e                              |
| 183                               | Luca Pacioni (ITA)                | 105e                              |
| 184                               | Liam Bertazzo (ITA)               | 117e                              |
| 185                               | Filippo Pozzato (ITA)             | 113e                              |
| 186                               | Massimo Rosa (ITA)                | 114e                              |
| 187                               | Eugert Zhupa (ALB)                | 126e                              |

| Turquie TUR | Turquie TUR         | Turquie TUR |
| ----------- | ------------------- | ----------- |
| Num         | Coureur             | Pos         |
| 191         | Ahmet Örken         | 79e         |
| 192         | Nazim Bakırcı       | 64e         |
| 193         | Muhammet Atalay     | 135e        |
| 194         | Onur Balkan (route) | 89e         |
| 195         | Ahmet Akdilek       | 120e        |
| 196         | Feritcan Şamlı      | 131e        |
| 197         | Mustafa Sayar       | 49e         |

| UAE Team Emirates UAD | UAE Team Emirates UAD              | UAE Team Emirates UAD |
| --------------------- | ---------------------------------- | --------------------- |
| Num                   | Coureur                            | Pos                   |
| 1                     | Diego Ulissi (ITA)                 | 4e                    |
| 2                     | Sven Erik Bystrøm (NOR)            | 133e                  |
| 3                     | Simone Consonni (ITA)              | 73e                   |
| 4                     | Valerio Conti (ITA)                | 106e                  |
| 5                     | Kristijan Đurasek (CRO)            | 32e                   |
| 6                     | Vegard Stake Laengen (NOR) (route) | 83e                   |
| 7                     | Przemysław Niemiec (POL)           | 125e                  |

| Astana AST | Astana AST                    | Astana AST |
| ---------- | ----------------------------- | ---------- |
| Num        | Coureur                       | Pos        |
| 11         | Zhandos Bizhigitov (KAZ)      | 77e        |
| 12         | Daniil Fominykh (KAZ)         | 36e        |
| 13         | Yevgeniy Gidich (KAZ)         | 78e        |
| 14         | Alexey Lutsenko (KAZ) (route) | 2e         |
| 15         | Moreno Moser (ITA)            | 101e       |
| 16         | Ruslan Tleubayev (KAZ)        | 109e       |
| 17         | Artyom Zakharov (KAZ)         | AB-5       |

| Bahrain-Merida TBM | Bahrain-Merida TBM         | Bahrain-Merida TBM |
| ------------------ | -------------------------- | ------------------ |
| Num                | Coureur                    | Pos                |
| 21                 | Grega Bole (SLO)           | 110e               |
| 22                 | Iván García Cortina (ESP)  | AB-4               |
| 23                 | Heinrich Haussler (AUS)    | 39e                |
| 24                 | Ramūnas Navardauskas (LTU) | 100e               |
| 25                 | Domen Novak (SLO)          | 53e                |
| 26                 | Mark Padun (UKR)           | 48e                |
| 27                 | David Per (SLO)            | 119e               |

| BMC Racing Team BMC | BMC Racing Team BMC    | BMC Racing Team BMC |
| ------------------- | ---------------------- | ------------------- |
| Num                 | Coureur                | Pos                 |
| 31                  | Patrick Bevin (NZL)    | 46e                 |
| 32                  | Tom Bohli (SUI)        | 69e                 |
| 33                  | Brent Bookwalter (USA) | 12e                 |
| 34                  | Jempy Drucker (LUX)    | 52e                 |
| 35                  | Kilian Frankiny (SUI)  | 11e                 |
| 36                  | Nicolas Roche (IRL)    | 10e                 |
| 37                  | Danilo Wyss (SUI)      | 74e                 |

| Bora-Hansgrohe BOH | Bora-Hansgrohe BOH              | Bora-Hansgrohe BOH |
| ------------------ | ------------------------------- | ------------------ |
| Num                | Coureur                         | Pos                |
| 41                 | Sam Bennett (IRL)               | 91e                |
| 42                 | Maciej Bodnar (POL)             | 104e               |
| 43                 | Jay McCarthy (AUS)              | 118e               |
| 44                 | Matteo Pelucchi (ITA)           | 121e               |
| 45                 | Lukas Pöstlberger (AUT) (route) | 23e                |
| 46                 | Juraj Sagan (SVK)               | 98e                |
| 47                 | Aleksejs Saramotins (LAT)       | 95e                |

| Quick-Step Floors QST | Quick-Step Floors QST     | Quick-Step Floors QST |
| --------------------- | ------------------------- | --------------------- |
| Num                   | Coureur                   | Pos                   |
| 51                    | Tim Declercq (BEL)        | 27e                   |
| 52                    | Fernando Gaviria (COL)    | NP-2                  |
| 53                    | Álvaro Hodeg (COL)        | 72e                   |
| 54                    | Iljo Keisse (BEL)         | 108e                  |
| 55                    | James Knox (GBR)          | 20e                   |
| 56                    | Maximiliano Richeze (ARG) | 102e                  |
| 57                    | Zdeněk Štybar (CZE)       | 54e                   |

| Katusha-Alpecin TKA | Katusha-Alpecin TKA      | Katusha-Alpecin TKA |
| ------------------- | ------------------------ | ------------------- |
| Num                 | Coureur                  | Pos                 |
| 61                  | Maxim Belkov (RUS)       | 93e                 |
| 62                  | Steff Cras (BEL)         | 47e                 |
| 63                  | Matteo Fabbro (ITA)      | 8e                  |
| 64                  | Nathan Haas (AUS)        | 3e                  |
| 66                  | Reto Hollenstein (SUI)   | 19e                 |
| 67                  | Mads Würtz Schmidt (DEN) | 124e                |

| Team Sunweb SUN | Team Sunweb SUN           | Team Sunweb SUN |
| --------------- | ------------------------- | --------------- |
| Num             | Coureur                   | Pos             |
| 71              | Nikias Arndt (GER)        | 31e             |
| 73              | Johannes Fröhlinger (GER) | 61e             |
| 74              | Laurens ten Dam (NED)     | 65e             |
| 75              | Mike Teunissen (NED)      | 13e             |
| 76              | Edward Theuns (BEL)       | 60e             |
| 77              | Louis Vervaeke (BEL)      | 67e             |

| Trek-Segafredo TFS | Trek-Segafredo TFS    | Trek-Segafredo TFS |
| ------------------ | --------------------- | ------------------ |
| Num                | Coureur               | Pos                |
| 81                 | Koen de Kort (NED)    | 58e                |
| 82                 | John Degenkolb (GER)  | 68e                |
| 83                 | Fabio Felline (ITA)   | 5e                 |
| 84                 | Tsgabu Grmay (ETH)    | 43e                |
| 85                 | Ruben Guerreiro (POR) | 6e                 |
| 86                 | Kiel Reijnen (USA)    | 59e                |
| 87                 | Boy van Poppel (NED)  | 107e               |

| Burgos-BH BBH | Burgos-BH BBH         | Burgos-BH BBH |
| ------------- | --------------------- | ------------- |
| Num           | Coureur               | Pos           |
| 91            | Jetse Bol (NED)       | 63e           |
| 92            | Óscar Cabedo (ESP)    | 33e           |
| 93            | Jorge Cubero (ESP)    | 62e           |
| 94            | José Mendes (POR)     | 26e           |
| 95            | Diego Rubio (ESP)     | 99e           |
| 96            | Nícolas Sessler (BRA) | 84e           |
| 97            | James Mitri (NZL)     | 51e           |

| Caja Rural-Seguros RGA CJR | Caja Rural-Seguros RGA CJR | Caja Rural-Seguros RGA CJR |
| -------------------------- | -------------------------- | -------------------------- |
| Num                        | Coureur                    | Pos                        |
| 101                        | Sergio Pardilla (ESP)      | 24e                        |
| 102                        | Rafael Reis (POR)          | 57e                        |
| 103                        | Jon Irisarri (ESP)         | 96e                        |
| 104                        | Joaquim Silva (POR)        | 70e                        |
| 105                        | Gonzalo Serrano (ESP)      | 25e                        |
| 106                        | Fabricio Ferrari (URU)     | 21e                        |
| 107                        | Josu Zabala (ESP)          | 41e                        |

| CCC Sprandi Polkowice CCC | CCC Sprandi Polkowice CCC | CCC Sprandi Polkowice CCC |
| ------------------------- | ------------------------- | ------------------------- |
| Num                       | Coureur                   | Pos                       |
| 111                       | Amaro Antunes (POR)       | 38e                       |
| 112                       | Paweł Bernas (POL)        | 116e                      |
| 113                       | Kamil Gradek (POL)        | 94e                       |
| 114                       | Michał Paluta (POL)       | 88e                       |
| 115                       | Szymon Sajnok (POL)       | 92e                       |
| 116                       | Piotr Brożyna (POL)       | 30e                       |
| 117                       | Paweł Cieślik (POL)       | 44e                       |

| Delko-Marseille Provence-KTM DMP | Delko-Marseille Provence-KTM DMP | Delko-Marseille Provence-KTM DMP |
| -------------------------------- | -------------------------------- | -------------------------------- |
| Num                              | Coureur                          | Pos                              |
| 121                              | Delio Fernández (ESP)            | 7e                               |
| 122                              | Julien Trarieux (FRA)            | 42e                              |
| 123                              | Brenton Jones (AUS)              | 82e                              |
| 124                              | Nikolay Mihaylov (BUL)           | 134e                             |
| 125                              | Przemysław Kasperkiewicz (POL)   | 112e                             |
| 126                              | Javier Moreno (ESP)              | 50e                              |
| 127                              | Mauro Finetto (ITA)              | 9e                               |

| Euskadi-Murias EUS | Euskadi-Murias EUS           | Euskadi-Murias EUS |
| ------------------ | ---------------------------- | ------------------ |
| Num                | Coureur                      | Pos                |
| 131                | Ander Barrenetxea (ESP)      | 129e               |
| 132                | Mikel Aristi (ESP)           | 76e                |
| 133                | Enrique Sanz (ESP)           | 90e                |
| 134                | Sergio Rodríguez Reche (ESP) | 122e               |
| 135                | Eduard Prades (ESP)          | 1er                |
| 136                | Fernando Barceló (ESP)       | 103e               |
| 137                | Beñat Txoperena (ESP)        | 115e               |

| Gazprom-RusVelo GAZ | Gazprom-RusVelo GAZ      | Gazprom-RusVelo GAZ |
| ------------------- | ------------------------ | ------------------- |
| Num                 | Coureur                  | Pos                 |
| 141                 | Ivan Rovny (RUS) (route) | 18e                 |
| 142                 | Igor Boev (RUS)          | 86e                 |
| 143                 | Stepan Kourianov (RUS)   | 85e                 |
| 144                 | Dmitry Kozontchuk (RUS)  | 66e                 |
| 145                 | Nikolay Trusov (RUS)     | 71e                 |
| 146                 | Sergey Shilov (RUS)      | 37e                 |
| 147                 | Alexander Porsev (RUS)   | 81e                 |

| Manzana Postobón MZN | Manzana Postobón MZN   | Manzana Postobón MZN |
| -------------------- | ---------------------- | -------------------- |
| Num                  | Coureur                | Pos                  |
| 151                  | Fabio Duarte (COL)     | 29e                  |
| 152                  | Yecid Sierra (COL)     | 111e                 |
| 153                  | Hernán Aguirre (COL)   | 14e                  |
| 154                  | Aldemar Reyes (COL)    | 123e                 |
| 155                  | Jhojan García (COL)    | 34e                  |
| 156                  | Ricardo Vilela (POR)   | 45e                  |
| 157                  | Fernando Orjuela (COL) | 16e                  |

| Sport Vlaanderen-Baloise SVB | Sport Vlaanderen-Baloise SVB | Sport Vlaanderen-Baloise SVB |
| ---------------------------- | ---------------------------- | ---------------------------- |
| Num                          | Coureur                      | Pos                          |
| 161                          | Aimé De Gendt (BEL)          | 55e                          |
| 162                          | Kevin Deltombe (BEL)         | 17e                          |
| 163                          | Christophe Noppe (BEL)       | 75e                          |
| 164                          | Thomas Sprengers (BEL)       | 15e                          |
| 165                          | Mathias Van Gompel (BEL)     | 28e                          |
| 166                          | Preben Van Hecke (BEL)       | 130e                         |
| 167                          | Kenneth Van Rooy (BEL)       | 80e                          |

| WB-Aqua Protect-Veranclassic WVA | WB-Aqua Protect-Veranclassic WVA | WB-Aqua Protect-Veranclassic WVA |
| -------------------------------- | -------------------------------- | -------------------------------- |
| Num                              | Coureur                          | Pos                              |
| 171                              | Christophe Masson (FRA)          | 40e                              |
| 172                              | Justin Jules (FRA)               | 56e                              |
| 173                              | Alex Kirsch (LUX)                | 97e                              |
| 174                              | Eliot Lietaer (BEL)              | 35e                              |
| 175                              | Julien Mortier (BEL)             | 87e                              |
| 176                              | Dimitri Peyskens (BEL)           | 22e                              |
| 177                              | Julien Stassen (BEL)             | 127e                             |

| Wilier Triestina-Selle Italia WIL | Wilier Triestina-Selle Italia WIL | Wilier Triestina-Selle Italia WIL |
| --------------------------------- | --------------------------------- | --------------------------------- |
| Num                               | Coureur                           | Pos                               |
| 181                               | Simone Bevilacqua (ITA)           | 128e                              |
| 182                               | Marco Coledan (ITA)               | 132e                              |
| 183                               | Luca Pacioni (ITA)                | 105e                              |
| 184                               | Liam Bertazzo (ITA)               | 117e                              |
| 185                               | Filippo Pozzato (ITA)             | 113e                              |
| 186                               | Massimo Rosa (ITA)                | 114e                              |
| 187                               | Eugert Zhupa (ALB)                | 126e                              |

| Turquie TUR | Turquie TUR         | Turquie TUR |
| ----------- | ------------------- | ----------- |
| Num         | Coureur             | Pos         |
| 191         | Ahmet Örken         | 79e         |
| 192         | Nazim Bakırcı       | 64e         |
| 193         | Muhammet Atalay     | 135e        |
| 194         | Onur Balkan (route) | 89e         |
| 195         | Ahmet Akdilek       | 120e        |
| 196         | Feritcan Şamlı      | 131e        |
| 197         | Mustafa Sayar       | 49e         |